# I tre moschettieri (teatro)
I tre moschettieri è uno spettacolo di rivista presentato dalla Compagnia Molinari nella stagione 1930-1931. Il debutto, al Teatro Nuovo di Napoli, è avvenuto il 1 febbraio 1929.

## Critica
(Corriere di Napoli, 2 febbraio 1929)